# 沈洋镇
沈洋镇，是中华人民共和国吉林省四平市梨树县下辖的一个乡镇级行政单位。

## 行政区划
沈洋镇下辖以下地区：
沈新社区、后太平村、兴无村、辽河村、丰收村、翻身村、工农村、前太平村、白沙坨村、张家堡子村、大孤山村、闫达村、李家街村和沈洋村。